# Impatiens academiae-moguntiae
Impatiens academiae-moguntiae är en balsaminväxtart som beskrevs av Fischer och Raheliv. Impatiens academiae-moguntiae ingår i släktet balsaminer, och familjen balsaminväxter. Inga underarter finns listade i Catalogue of Life.